# Batalla de Galveston

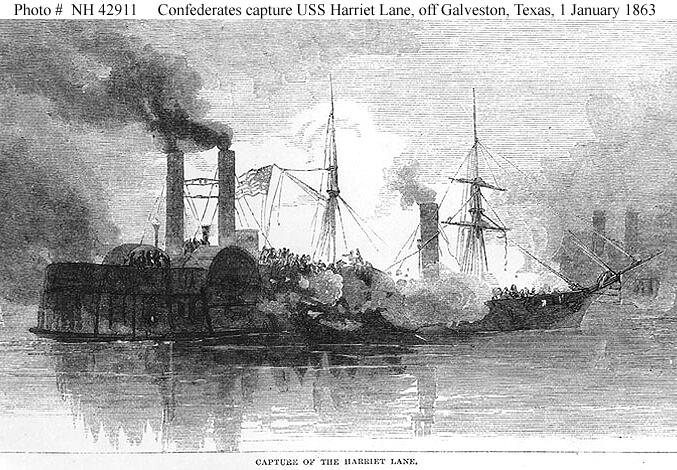
El CS Bayou City captura el USS Harriet Lane durante la batalla de Galveston

La Segunda Batalla de Galveston (usualmente llamada como Batalla de Galveston) ocurrió el 1 de enero de 1863, durante la Guerra de Secesión americana, cuando las fuerzas Confederadas bajo el mando Major General John B. Magruder atacaron y expulsaron a las tropas de la Unión atacantes desde la ciudad de Galveston, Texas.
La Primera Batalla de Galveston fue un encuentro naval realizado el 4 de octubre de 1862, durante los primeros momentos de la guerra en los que la Unión intenta bloquear el Puerto de Galveston.

## La batalla
Las fuerzas de Unión estaban constituidas por tres compañías de 260 hombres de Massachusetts y siete buques de guerra situados en la Bahía de Galveston. Afrontando a un enemigo fortificado apoyado por el fuego naval, los Confederados forzaron la retirada una hora después del ataque inicial, al amanecer.
Las cañoneras Confederadas Bayou City y Neptune llegaron poco tiempo después. A pesar de que el Neptune fue rápidamente inutilizado, el Bayou City logró la captura del USS Harriet Lane.
Mientras sucedía esto, el USS Westfield embarrancó en un banco de arena, y fue incapaz de liberarse. el Comandante de la guarnición Magruder solicitó una tregua de tres horas, pero el Comandante de Flota de Unión William B. Renshaw, no hizo caso de la oferta de negociación, intentado destruir el embarrancado USS Westfield con explosivos, antes que dejarlo caer en poder de manos enemigas Confederadas. 
Los explosivos fueron detonados demasiado pronto y consecuentemente Renshaw y bastantes soldados de Unión murieron. Las tropas de la Unión en la costa fueron convencidas de que sus propios barcos se rendían y, por lo tanto, rindieron sus armas. Los restantes barcos estadounidenses no se rindieron y tuvieron éxito en la retirada a territorio controlado por la unión, la ciudad de Nueva Orleans.

## El resultado
Victoria Confederada.
El bloqueo de la Unión alrededor de la ciudad de Galveston fue levantado temporalmente durante cuatro días, y Galveston permaneció en manos Confederadas durante el resto de la guerra.